# ヘルムート・アブト
ヘルムート・アプト（Helmut Arthur Abt、1925年5月26日 - 2024年11月22日）は、ドイツ出身のアメリカ人天体物理学者である。アメリカ国立光学天文台で勤め、アメリカ科学振興協会のElected Fellowに選ばれた。また、キットピーク国立天文台の名誉天文学者でもある。
ドイツのヘルムシュタットで生まれ、2歳の時に一家でアメリカ合衆国に移住した。1946年にノースウェスタン大学で数学の学位を取り、1948年に同大学で物理学の修士号、1952年におとめ座W星の研究によりカリフォルニア工科大学で天体物理学の博士号を取った。
その後、リック天文台で1年間を過ごし、1953年から1959年まで、シカゴ大学ヤーキス天文台のアシスタント・プロフェッサーを務め、その後、キットピーク国立天文台で2000年まで勤めた。1966年から1968年まで、太平洋天文学会の会長を務めた。1971年から1999年までは、アストロフィジカルジャーナルの主筆を務めた。
2024年11月22日に死去。99歳没。
彼の研究分野は、恒星の自転、分光連星を含む連星、恒星の分類、天文学関連の文献の計量書誌学等である。

## 受賞等
1997年にジョージ・ファン・ビースブルック賞を受賞した。1996年にキットピーク国立天文台のスペースウォッチが発見した小惑星帯の小惑星は、アブトと名付けられた。また、コップ座にあるコップ座SV星は、彼の名前に因んでアブト星とも呼ばれる。